# Česko na olympijských hrách
Česko na olympijských hrách poprvé samostatně soutěžilo v roce 1994 a od té doby se zúčastnilo všech letních i zimních olympijských her. V letech 1920 až 1992 soutěžili čeští sportovci za Československo a v letech 1900 až 1912 za Čechy.
Národní olympijský výbor pro Česko je Český olympijský výbor, který byl původně založen v roce 1899 a v jeho současné podobě došlo k uznání Mezinárodním olympijským výborem v roce 1993.

## Historie
Nejúspěšnějšími letními hrami samostatného Česka z hlediska medailového pořadí byly hned ty první v Atlantě roku 1996, kdy bilance 4 zlata, 3 stříbra a 4 bronzy stačila na 17. místo v tabulce národů. Nejúspěšnějšími letními olympiádami z hlediska počtu a hodnoty medailí byly hry v Londýně roku 2012 a hry v Tokiu konané v roce 2021, oboje s bilancí 4 zlata, 4 stříbra a 3 bronzy. Rekordní úspěšnost her v Londýně byla ale rozeznána až dodatečně, neboť v roce 2016 byla se zpožděním přiznána, kvůli diskvalifikace soupeře, bronzová medaile oštěpaři Vítězslavu Veselému a teprve v roce 2023 byla překážkářka Zuzana Hejnová ze stejných důvodů posunuta z třetího na druhé místo. Tato dodatečná změna bilance se odehrála v éře zesíleného boje proti dopingu několikrát. Prozatím nebyla kvůli dopingu nikdy odebrána medaile českému sportovci, naopak vždy taková změna českému sportovci pomohla buď k medaili nebo k medaili vyšší hodnoty – krom výše uvedených případů získala diskařka Věra Cechlová-Pospíšilová dodatečně bronz v roce 2013, zápasník Marek Švec dostal dodatečně bronzovou medaili v roce 2017 a ženská biatlonová štafeta se bronzu z her v Soči dočkala po devíti letech, v roce 2023.

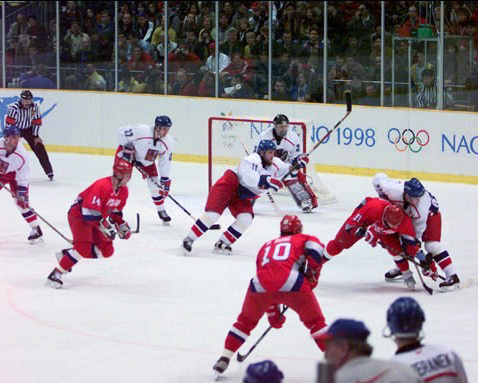
Čeští hokejisté ve finále ZOH v Naganu roku 1998

Ve srovnání s dějinami československého sportu je nápadné, že v éře samostatného Česka se zvýšila úspěšnost na zimních olympijských hrách. Zatímco Československo si za celou svou existenci připsalo jen dvě zlaté medaile (jednu získal Čech Jiří Raška, druhou Slovák Ondrej Nepela), Česko k roku 2022 získalo již deset zlatých. Celkově Československo na šestnácti zimních hrách, jichž se účastnilo, získalo 25 medailí, zatímco Česko z osmi her, jichž se účastnilo do roku 2022, přivezlo již 34 medailí. Vrchol prozatím přišel na hrách v Soči roku 2014, kde Češi posbírali 9 medailí.

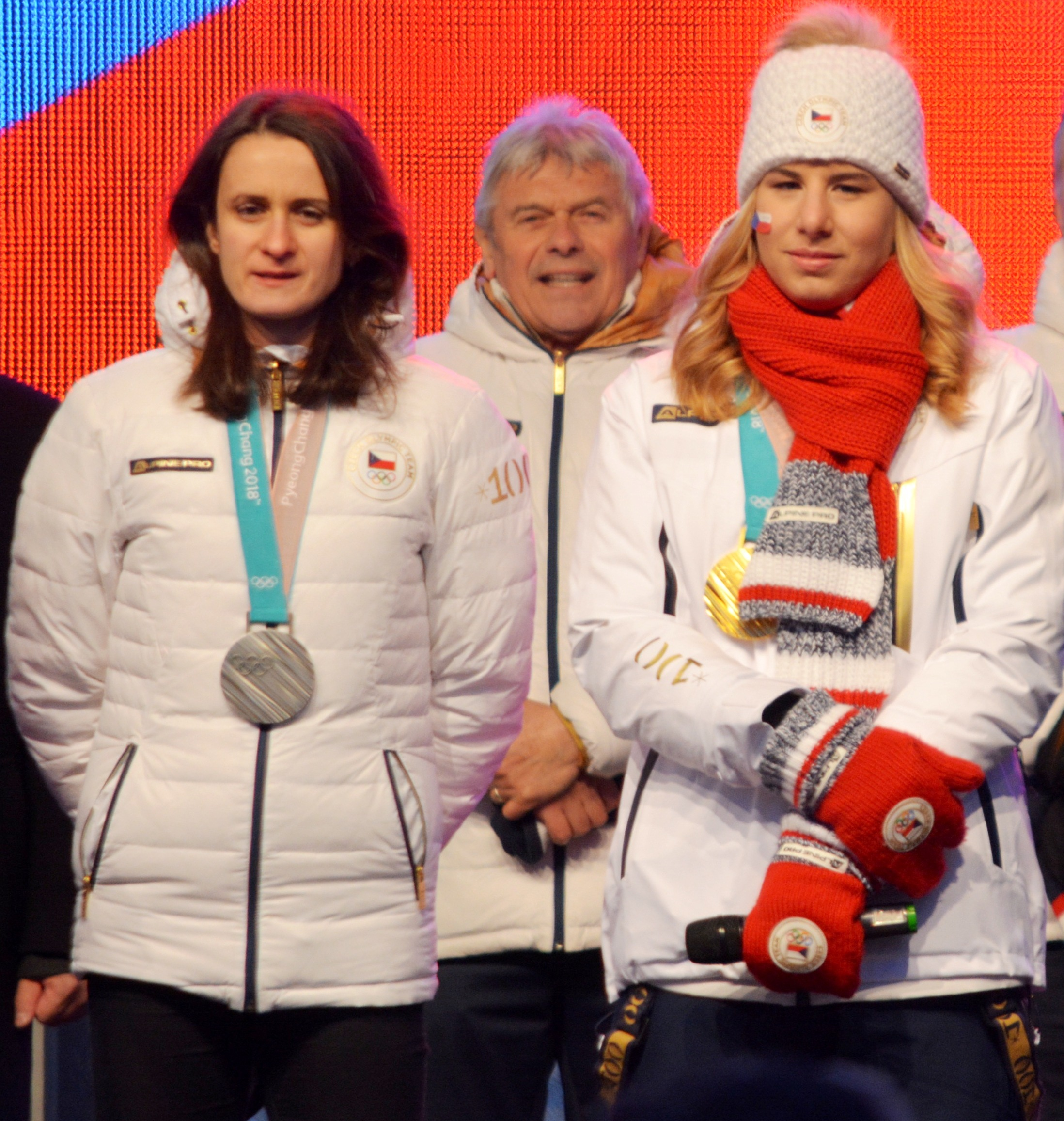
Martina Sáblíková a Ester Ledecká

Z hlediska počtu zlatých olympijských medailí jsou nejúspěšnějšími sportovci Česka rychlobruslařka Martina Sáblíková a lyžařka a snowboardistka Ester Ledecká. Obě mají na svém kontě tři zlaté medaile, Ledecké se navíc unikátně podařilo zvítězit ve dvou různých sportech (paralelní slalom ve snowboardu a superobří slalom v alpském lyžování). Třemi olympijskými zlaty se v osobní sbírce může pochlubit i oštěpař Jan Železný, ovšem jedno získal ještě v éře Československa. Dvě zlaté medaile získali pro Česko na olympijských hrách také kanoista Martin Doktor, vodní slalomářka Štěpánka Hilgertová, oštěpařka Barbora Špotáková a judista Lukáš Krpálek.

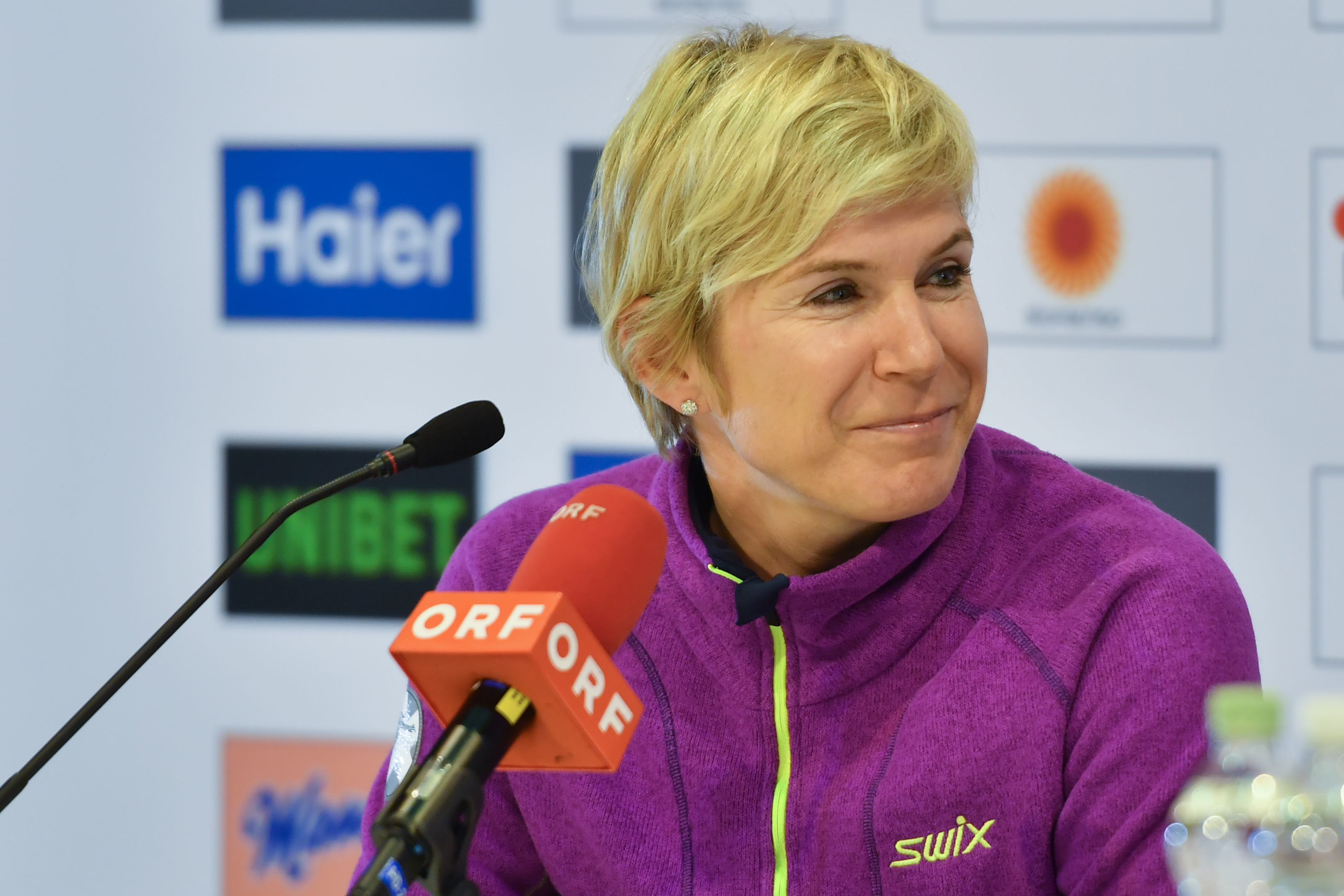
Kateřina Neumannová

Z hlediska celkového počtu získaných olympijských medailí kralují žebříčku rychlobruslařka Sáblíková (7 medailí: 3 zlata, 2 stříbra a 2 bronzy) a běžkyně na lyžích Kateřina Neumannová (6 medailí: 1 zlato, 4 stříbra a 1 bronz). Pět medailí si přivezl kajakář Josef Dostál, čtyři Jan Železný (pokud započítáme jeho dvě medaile v dresu československé reprezentace).

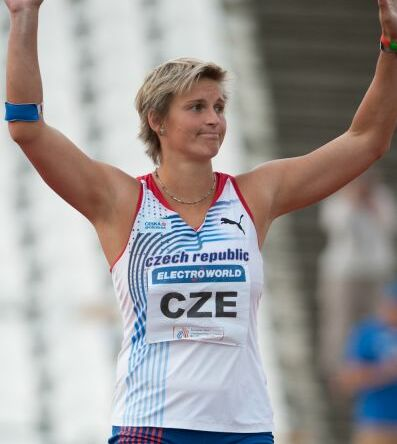
Barbora Špotáková

Tři olympijské cenné kovy posbírali Špotáková (2-0-1), střelkyně Kateřina Emmons (1-1-1), veslař Ondřej Synek (0-2-1), běžec na lyžích Lukáš Bauer (0-1-2) a biatlonisté Ondřej Moravec (0-2-1), Gabriela Soukalová (0-2-1) a Veronika Vítková (0-1-2) a již zmíněná Ledecká se třemi zlatými (plus tenistka Jana Novotná, pokud započítáme i její československou medaili ze Soulu 1988). Bilancí více než jedné medaile, v níž nechybí zlatá, se mohou pochlubit ještě desetibojař Roman Šebrle, střelec David Kostelecký, cyklista Jaroslav Kulhavý, vodní slalomář Jiří Prskavec, tenistka Kateřina Siniaková a snowboardistka Eva Adamczyková.
Pokud započítáme i sporty kolektivní, pak ještě lední hokejisté Dominik Hašek, Milan Hnilička, Jaromír Jágr, Jaroslav Špaček, Robert Lang, Milan Hejduk, Martin Ručinský a Martin Straka. Hokejisté Richard Šmehlík, Jiří Šlégr a Vladimír Růžička mají stejnou bilanci, ale jen pokud započítáme jejich medaile z československé reprezentace.

## Letní olympijské hry
Sportovci z České republiky celkově vyhráli do roku 2024 (včetně) na letních hrách 72 medailí, zejména v kanoistice, sportovní střelbě a atletice.
| Hry                 | Sportovci | Zlato | Stříbro | Bronz | Celkem | Pořadí |
| ------------------- | --------- | ----- | ------- | ----- | ------ | ------ |
| 1996 Atlanta        | 115       | 4     | 3       | 4     | 11     | 17.    |
| 2000 Sydney         | 119       | 2     | 3       | 3     | 8      | 28.    |
| 2004 Athény         | 142       | 1     | 3       | 5     | 9      | 42.    |
| 2008 Peking         | 134       | 3     | 3       | 1     | 7      | 24.    |
| 2012 Londýn         | 133       | 4     | 4       | 3     | 11     | 19.    |
| 2016 Rio de Janeiro | 105       | 1     | 2       | 7     | 10     | 43.    |
| 2020 Tokio          | 115       | 4     | 4       | 3     | 11     | 18.    |
| 2024 Paříž          | 111       | 3     | 0       | 2     | 5      | 28.    |
| Celkem              | Celkem    | 22    | 22      | 28    | 72     | 45.    |

## Zimní olympijské hry
Sportovci z České republiky celkově vyhráli do roku 2022 (včetně) na zimních hrách 34 medailí, především v běhu na lyžích, rychlobruslení a biatlonu.
| Hry                 | Sportovci | Zlato | Stříbro | Bronz | Celkem | Pořadí |
| ------------------- | --------- | ----- | ------- | ----- | ------ | ------ |
| 1994 Lillehammer    | 65        | 0     | 0       | 0     | 0      | –      |
| 1998 Nagano         | 61        | 1     | 1       | 1     | 3      | 14.    |
| 2002 Salt Lake City | 76        | 1     | 2       | 0     | 3      | 16.    |
| 2006 Turín          | 84        | 1     | 2       | 1     | 4      | 15.    |
| 2010 Vancouver      | 92        | 2     | 0       | 4     | 6      | 14.    |
| 2014 Soči           | 88        | 2     | 4       | 3     | 9      | 15.    |
| 2018 Pchjongčchang  | 94        | 2     | 2       | 3     | 7      | 14.    |
| 2022 Peking         | 114       | 1     | 0       | 1     | 2      | 21.    |
| Celkem              | Celkem    | 10    | 11      | 13    | 34     | 20.    |